# Krethi und Plethi
Krethi und Plethi (auch Kreter und Pleter, Kereter und Peleter) bezeichnet im Alten Testament im 2. Buch Samuel  einen aus Ausländern bestehenden Teil der Streitmacht des Königs David. Kreter und Pleter unter ihrem Anführer Benaja bildeten die Leibwache König Davids. Im übertragenen Sinn bezeichnet der Begriff „allerlei Volk“.

## Etymologie
Die Bedeutung der beiden Namen Kereter und Peleter (hebräisch הַכְּרֵתִי וְהַפְּלֵתִי hakkəretî wəhappəletî) ist unklar. An drei Stellen (1 Sam 30,16 , Ez 25,16 , Zef 2,5 ) erscheinen die Namen im Zusammenhang mit den Philistern, daher wäre es möglich, dass es sich bei dem Begriff „Peleter“ entweder um ein Synonym für „Philister“ handelt, oder damit eine Gruppe innerhalb der Philister bezeichnet wird. Der Name „Kereter“ könnte auf die Insel Kreta verweisen.
Die Septuaginta gibt die Namen als ὁ χελεθθι und ὁ φελεττι ho cheleththi und ho pheletti wieder, die Vulgata als Cherethi und Felethi.

## In der Rabbinischen Literatur
Im Babylonischen Talmud wird nach der Bedeutung der Namen Kreter und Pleter gefragt:

„Es sprach Rab Josef: Was ist geschrieben? „Auf Ahitofel folgten Benaja, der Sohn Jojadas, und Abjatar. Joab war Heerführer des Königs.“ (1 Chr 27,34 ): „Ahitofel“ – das ist der Berater, denn es heißt: „Ein Rat, den Ahitofel gab, galt in jenen Tagen so viel, als hätte man ein Gotteswort erbeten.“ (2 Sam 16,23 ) „Benaja, der Sohn Jojadas“ – das ist der Sanhedrin und „Ebjatar“ – das sind die Urim und Tummim. Auch sagte er: „Benaja, der Sohn Jojadas, war der Befehlshaber der Kereter und Peleter.“ (2 Sam 20,23 ) Und warum wurden sie Kereter und Peleter genannt? Kereter – weil sie ihre Worte schneiden, Peleter – weil sie durch ihre Worte ausgezeichnet sind. Und danach „Joab, der Heerführer des Königs.““

Aus 1 Chr 27,34  leitet der Ausspruch ab, in welcher Reihenfolge bei einem Kriegsbeschluss zu verfahren sei. Zunächst sei der Rat Ahitofels einzuholen, anschließend der Sanhedrin (gleichgesetzt mit Benaja, dem Sohn Jojadas) zu befragen, danach der Losentscheid durch die Urim und Tummim herbeizuführen (durch den Priester Ebjatar verkörpert), erst dann wird dem Heerführer der Befehl erteilt. So wie zwischen Benaja, dem Sohn Jojadas, und dem Sanhedrin eine Analogie gebildet wird, so auch zwischen den Keretern und Peletern und den Mitgliedern des Sanhedrins. In diesem Zusammenhang wird nach der Bedeutung der Namen Kereter und Peleter gefragt. Die Mitglieder des Sanhedrins würden Kereter (הַכְּרֵתִי hakkəretî) genannt, weil sie ihre Worte schneiden (שֶׁכֹּורְתִּים דִּבְרֵיהֶם šækôrtîm divrêhæm), das heißt genau erwägen, was sie im Laufe der Verhandlung sagen; sie würden Peleter (הַפְּלֵתִי happəletî) genannt, weil sie in ihren Worten ausgezeichnet bzw. wunderbar שֶׁמוּפְלָאִים בְּדִבְרֵיהֶם šæmûflā’îm bədivrêhæm seien.

## Heutige Bedeutung
Heute wird die Bezeichnung in übertragenem Sinn für „allerlei Volk“ oder auch geringschätziger „allerlei Gesindel“, ähnlich wie Hinz und Kunz, verwendet.

## Literarische Titel
Krethi und Plethi heißen auch
- ein Gedicht von Kurt Tucholsky[8]
- eine Berliner Lokalposse von David Kalisch (handschriftlich 1865)[9]